# Kaliumbenzoaat
Kaliumbenzoaat is het kaliumzout van benzoëzuur, met als brutoformule C7H5KO2.
Het wordt gebruikt als conserveringsmiddel (E212) voor zure voedingsmiddelen, omdat het bij lage pH in staat is schimmels, gisten en bacteriën te doden.